# Montello (colline)
 (août 2021).
Si vous disposez d'ouvrages ou d'articles de référence ou si vous connaissez des sites web de qualité traitant du thème abordé ici, merci de compléter l'article en donnant les références utiles à sa vérifiabilité et en les liant à la section « Notes et références ».
Le Montello (el Montel ou el Monteło en Vénétie) est un relief montagneux de taille modeste (l'altitude maximale est de 371 m) dans la province de Trévise, qui s'étend (d'est en ouest) de la ville de Nervesa della Battaglia à Montebelluna et Crocetta del Montello. Au pied du versant sud s'étendent les communes de Giavera del Montello et Volpago del Montello, tandis que le versant nord est baigné par le Piave.

## Géologie
Le Montello est un relief très particulier d'un point de vue géologique. Le nom lui-même indique qu'il ne s'agit pas d'une vraie colline (elle n'est pas divisée en plusieurs crêtes et est sensiblement compacte et massive), mais la hauteur modeste n'en fait même pas une vraie montagne.
Son origine est liée au processus d'orogenèse des Alpes : ces montagnes se sont formées (et continuent de croître) du fait du choc entre les continents européen et africain, et le Montello est en pratique un phénomène périphérique lié à cela. Cependant, la montée du relief a été entravée par le cours de la Piave qui l'a « lissé » avec l'apport des agents atmosphériques.
Tout cela est à la base des phénomènes karstiques qui affectent la région, tels que gouffres et grottes. Les réserves d'eau de la colline se déversent dans des réseaux souterrains : il n'y a pratiquement pas de ruisseaux ou autres cours d'eau de surface. Les eaux proviennent de sources importantes et suggestives, comme le Forame dans l'escarpement sud.
Le point culminant se trouve dans la localité de Colesel Val dell'Acqua (371 m).

## Environnement

### Flore
La surface de la colline, maintenant entièrement divisée en lots privés, est en grande partie couverte de forêts. Ce qui était autrefois l'un des bois de chênes que la Sérénissime exploitait pour l'Arsenal (et pour cela jalousement gardait et protégeait) a subi au cours des deux cents dernières années non seulement une réduction significative en termes de surface, mais aussi une transformation constitutive.
La forêt a certainement subi les fluctuations climatiques du passé : l'alternance de glaciations avec des périodes plus douces a en ce sens modifié la composition de la forêt, mais on pense qu'il y a environ 3 à 4 mille ans elle s'est stabilisée en une forêt de chênes hygrophiles. mésophile. Les modifications ultérieures dépendront exclusivement de la présence de l'homme. On suppose que les premières interventions remontent au néolithique, mais elles n'ont certainement jamais été très incisives et se sont limitées à la lisière du bois. Certainement importante à l'époque romaine et médiévale, ce n'est que sous le règne de la Sérénissime (fin XIVe siècle - 1797) que débute une exploitation forestière systématique de la localité, de préférence à d'autres régions (Cansiglio, Cadore) compte tenu de la proximité du Piave, via des voies de communication dirigée vers la lagune. La République était si jalouse de cette ressource qu'elle fit confisquer et clôturer toute la colline et promulguer une série de lois et de décrets visant à sa protection, parfois si radicaux qu'ils prévoyaient la peine de mort. Mais l'exploitation était bien maîtrisée et spécialisée, en harmonie avec des principes écologiques et incroyablement actuels. La végétation est restée celle d'origine : une chênaie presque pure, composé principalement de chênes rouvres et de chênes pédonculés.
La chute de Venise mit l'équilibre de la forêt en sérieuse difficulté. Privée de protection séculaire, les arbres furent coupés indistinctement et ce n'est qu'à partir de 1811 que des lois furent promulguées pour tenter d'assurer un minimum de protection. Le bois connut ainsi un répit jusqu'à l'Unification de l'Italie, date à laquelle l'abattage reprit. Les effets de la loi Bertolini de 1892 furent très graves, selon laquelle les surfaces forestières devaient être attribuées à des familles démunies ou vendues à des particuliers, afin d'augmenter les parcelles agricoles (trois centres habités furent même fondés : Santa Croce, Santi Angeli et Santa Maria della Vittoria). Pendant la Grande Guerre, donc, le Montello se trouva juste en correspondance avec le front de la Piave et, pour des raisons stratégiques, d'autres surfaces furent déboisées.
Très peu de la végétation originale de Montello demeure, mais beaucoup d'informations qui nous sons parvenues proviennent de divers herbiers que les botanistes ont compilé entre le XVIIIe et le XIXe siècle ; cependant, la présence de quelques « reliques végétales » demeure très importante.
Actuellement, l'espèce dominante est le robinier, une adventice d'origine américaine qui a occupé la niche laissée par les plantes indigènes. La population d'acacias continue de croître, les concurrents potentiels ayant été éliminés ou réduits par l'homme ; cependant, on s'attend à ce qu'à long terme, il s'équilibre avec d'autres espèces.
Parmi les espèces introduites mais non envahissantes figurent les arbres plantés après la Seconde Guerre mondiale (bouleaux, conifères) et une hêtraie, considérée comme non originale compte tenu de la basse altitude. À ceux-ci s'ajoutent des châtaigniers, importés pour le bois et les fruits.
Parmi les vestiges mentionnés ci-dessus, il faut retenir le chêne forestier, qui conserve également un sous-bois distinctif, et, du côté nord, le chêne, mélangé avec du charme-houblon et du charme commun. Quelques chênes pubescents poussent encore sur les sols calcaires et bien exposés.
La flore arboricole est associée à une grande variété d'espèces végétales dites « mineures », mais non moins importante. La pervenche est abondante dans les zones moyennement ensoleillées, tandis que les cyclamens sont typiques des zones ombragées, dont la diffusion est conditionnée par l'humus offert par le sous-bois. Dans les zones humides non cultivées à la lisière du bois, il y a celles appelées dans le dialecte local ortrighe mate (Lamium album et Lamium purpureum). Dans les endroits ensoleillés, on peut trouver des violettes (Viola odorata et Viola riviniana). À l'intérieur du bois il y a de fréquentes lianes (comme le vitalba), l'ancolie, l'anémone et l'hellébore. Les différentes orchidées sont fondamentales, considérées comme d'authentiques « indicateurs écologiques » capables d'indiquer la stabilité des écosystèmes, occupant un peu tous les milieux.
Le karst, représenté en surface par la présence de dolines, provoque des phénomènes intéressants d'inversion de la végétation et de modification des cycles de vie des espèces (notamment les mousses), quelle que soit l'exposition des versants ; et cela devient encore plus remarquable dans ces gouffres « vitaux », où un flux d'air entre et sort et il y a une certaine régulation de la température. Ce qui, bien entendu, affecte l'ensemble du système écologique en conditionnant des espèces d'origines diverses.

### Faune
Le Montello est l'un des espaces naturels les plus importants de la Vénétie et, pour cette raison, il abrite une riche biodiversité.
Sa position, à la frontière entre l'espace préalpin et la plaine, et la proximité de la Piave favorisent la présence d'oiseaux migrateurs, notamment entre le printemps et l'automne. De nombreuses variétés de passeriformes, Fringillidae, Turdidae et rapaces représentent souvent des espèces très rares. En particulier, des aigles royaux (Aquila chrysaetos) et des grands-ducs (Bubo bubo), typiques des Alpes mais qui ont choisi Montello pour hiverner, sont observés. Les phénomènes karstiques dans le passé favorisaient la présence des chauves-souris, en particulier du grand rhinolophe (Rhinolophus ferrumequinum). Leur population a aujourd'hui fortement diminué, compte tenu des diverses formes de pollution causées par l'homme (en particulier, l'utilisation de pesticides a limité leurs sources de nourriture). Les autres mammifères sont représentés par les rongeurs - écureuil (Sciurus vulgaris), loir gris (Myoxus glis), muscardin (Muscardinus avellanarius), etc. - et les carnivores - renard (Vulpes vulpes), belette (Mustela nivalis), fouine (Martes foina), blaireau (Meles meles), etc. Dernièrement l'homme a introduit le daim (Dama dama), tandis que le chevreuil (Capreolus capreolus) est arrivé spontanément des collines du nord. La présence du cerf élaphe (Cervus elaphus) et du sanglier (Sus scrofa) est sporadique. Des reptiles sont également présents. Parmi ceux-ci, la couleuvre d'Esculape (Elaphe longissima), qui semble pourtant menacé.

## Strade del Montello: les prese
La crête du Montello est couverte sur toute sa longueur par la strade provinciali della provincia di Treviso (it) (SP 144), qui va donc de Montebelluna à Nervesa della Battaglia. Elle est coupée presque perpendiculairement par 21 strade di presa, les rues qui montent le long d'un côté de la colline et descendent du côté opposé. La strade di presa ne doit pas être confondue avec les prese vere e proprie ; ces dernièrers sont plutôt les bandes de territoire entre deux rues. Cet aménagement est le résultat du contrôle forestier mis en place par Venise depuis le XVe siècle (le nom dérive de : « prendere il legname ») et des divers travaux d'entretien et de lotissement qui se sont succédé jusqu'à la fin du XIXe siècle. Les strade di presa sont indiquées par un numéro et un nom, qui rappellent pour la plupart les morts de la Grande Guerre ; agréables à parcourir, car peu fréquentées et parfois en terre battue, elles sont donc fréquentées par les randonneurs et les cyclistes ; voici la liste :

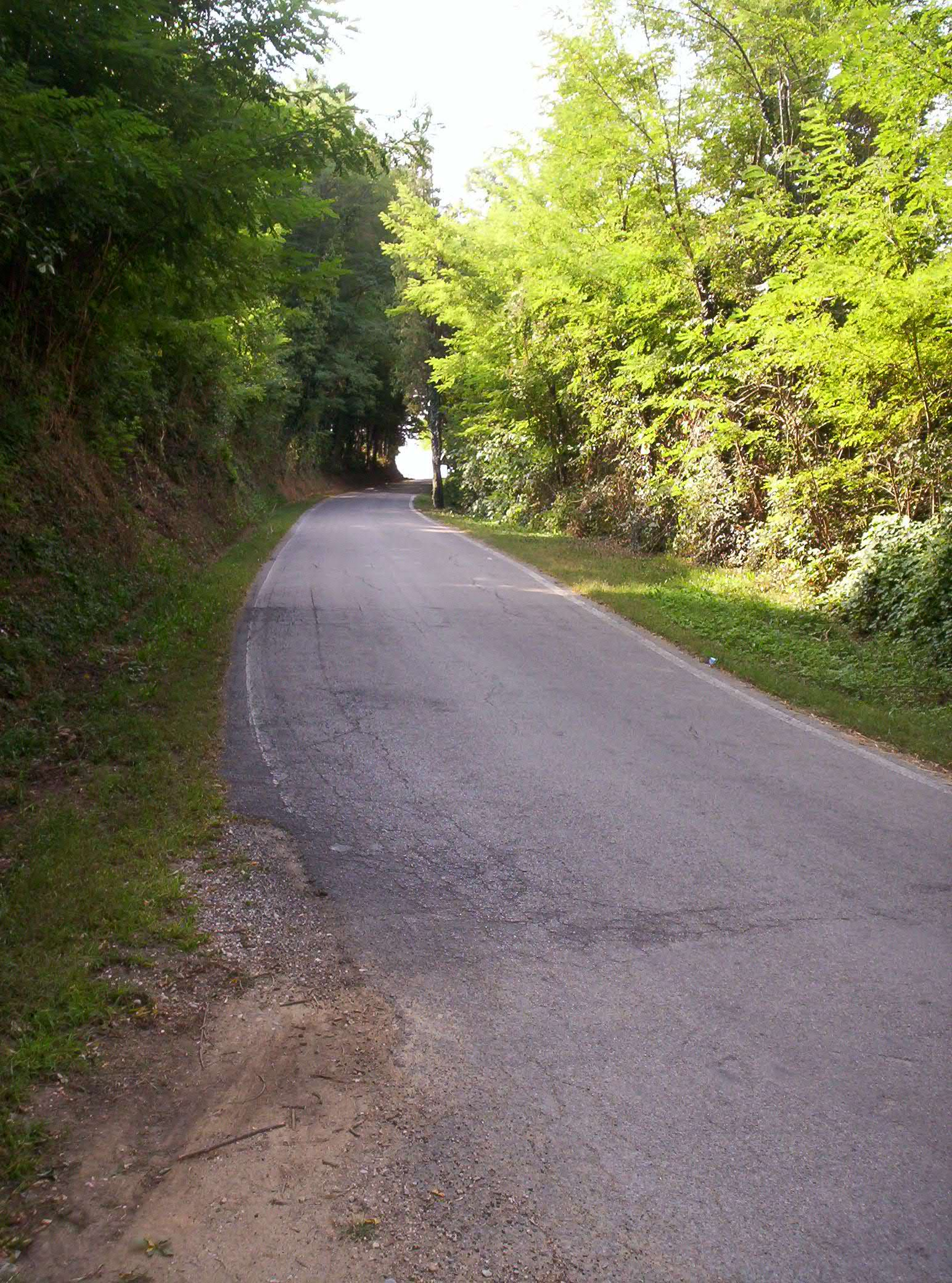
Presa.
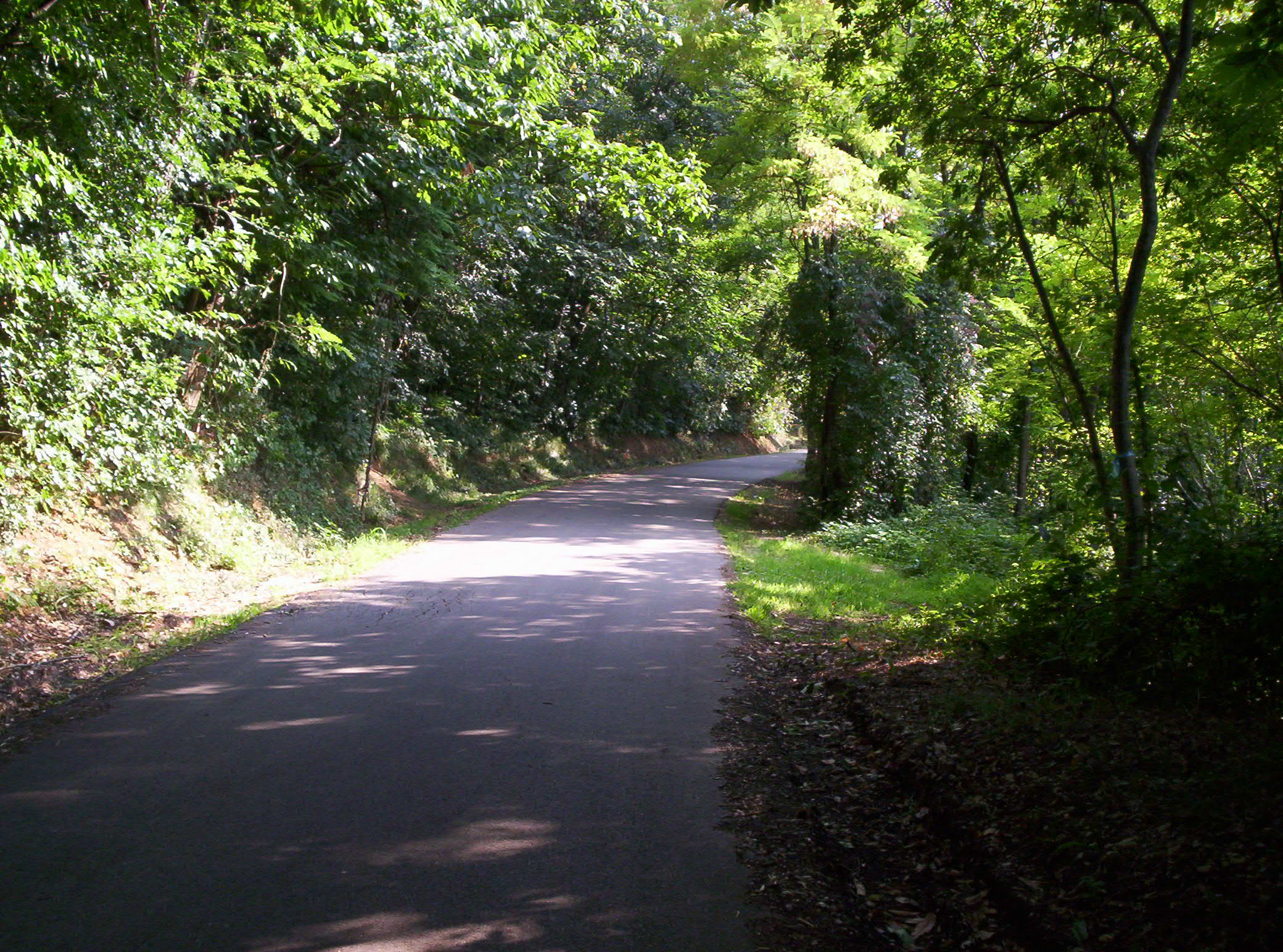
Presa II.
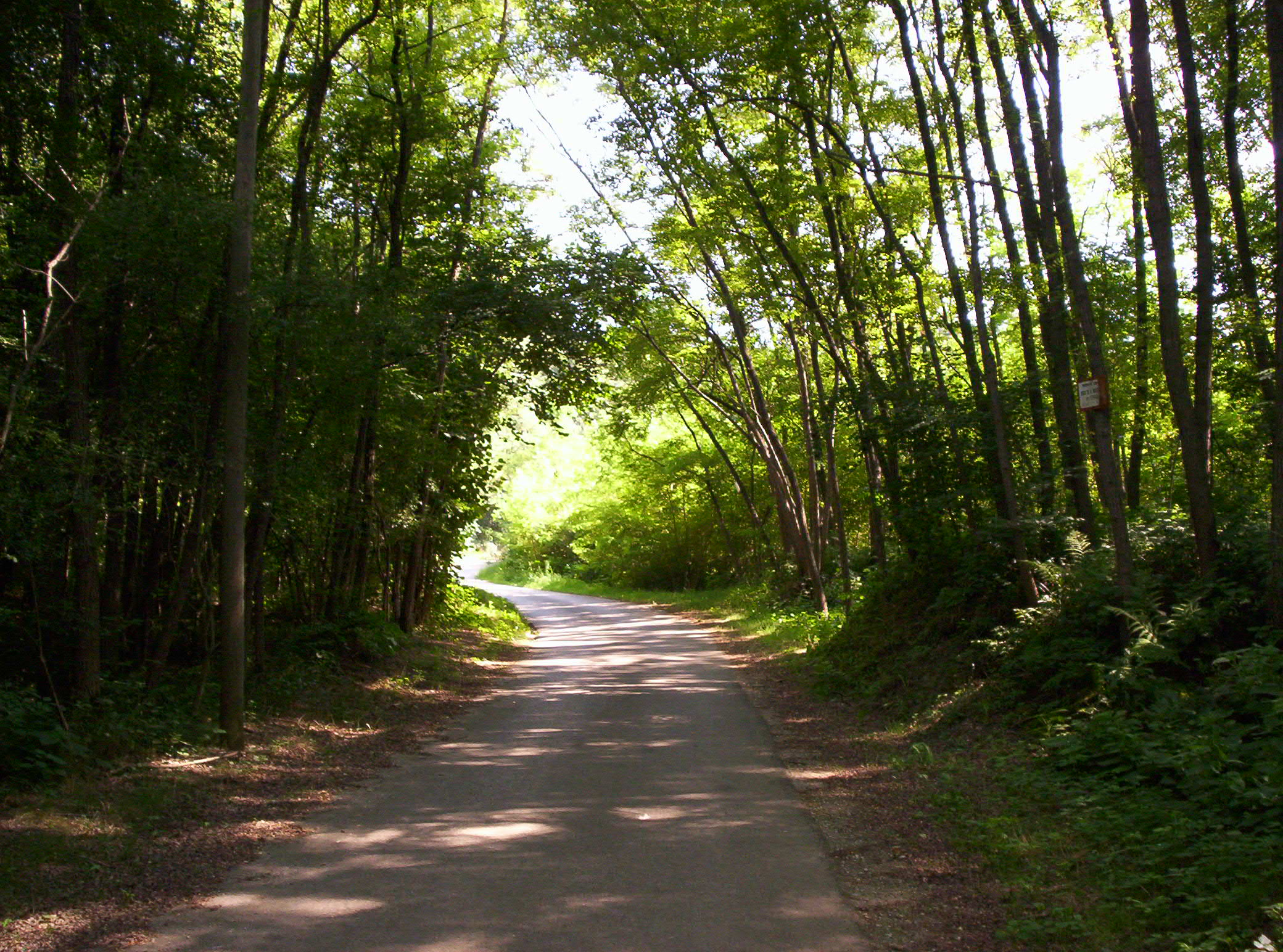
Presa III.
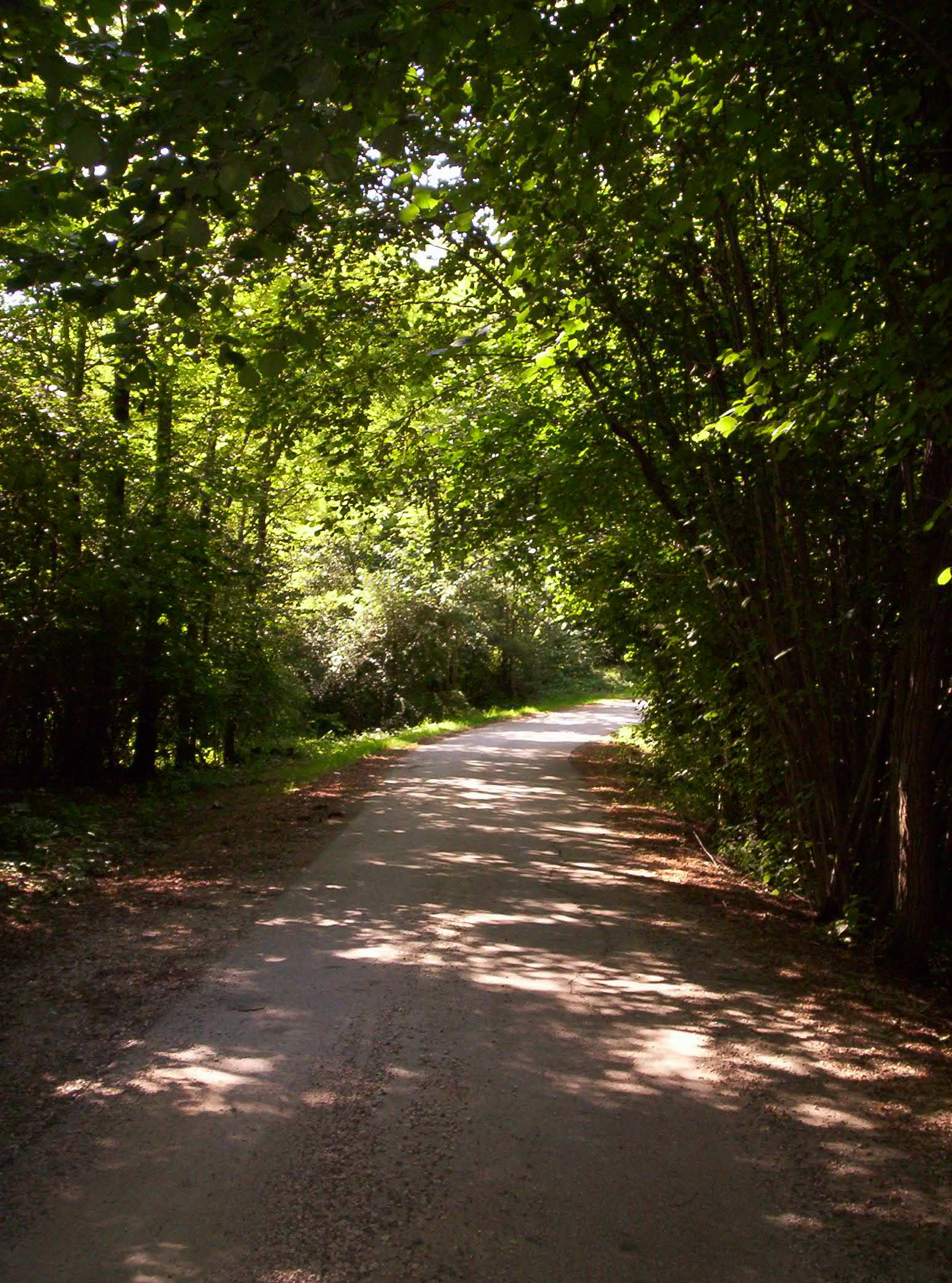
Presa IV.
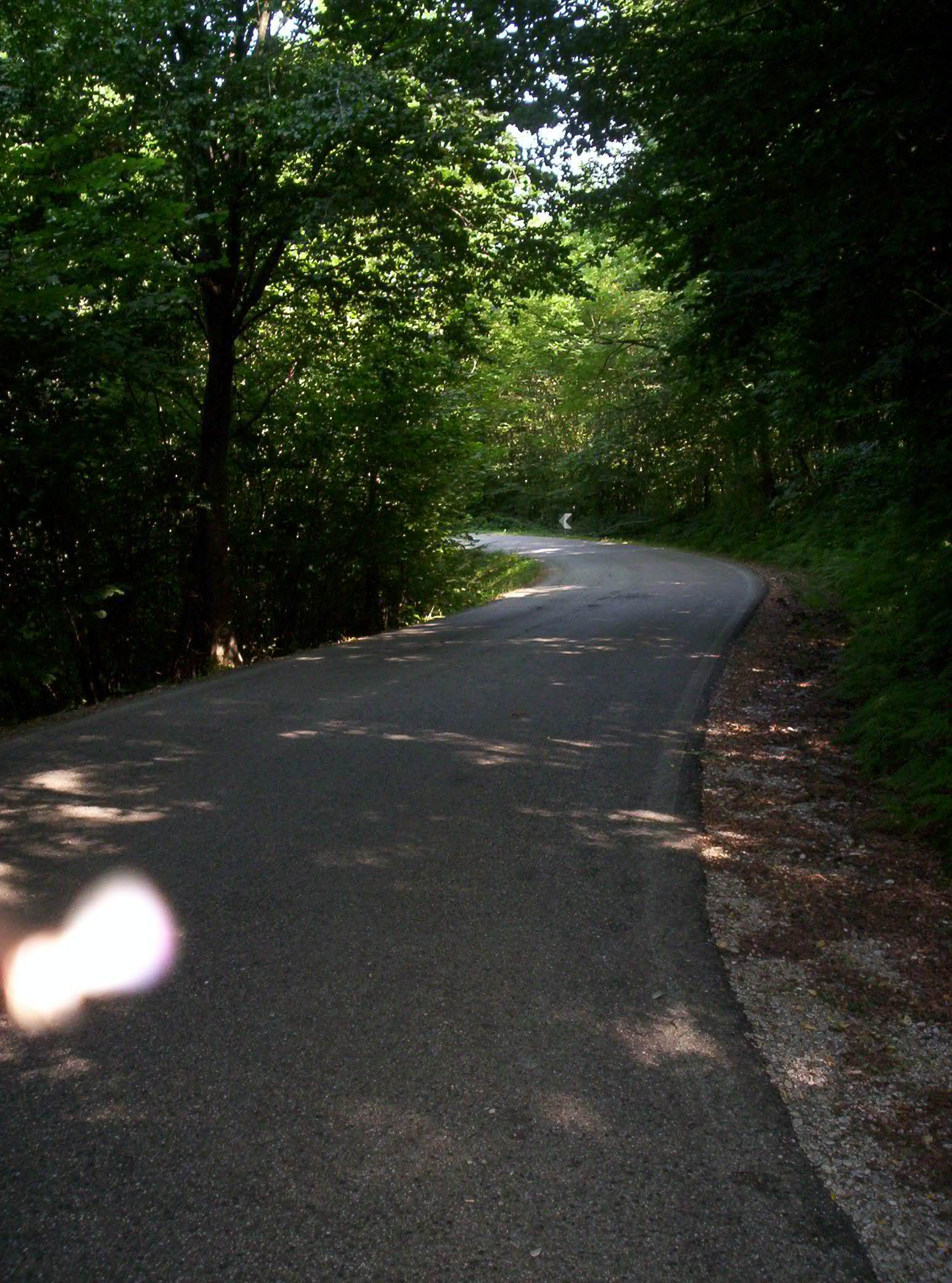
Presa.
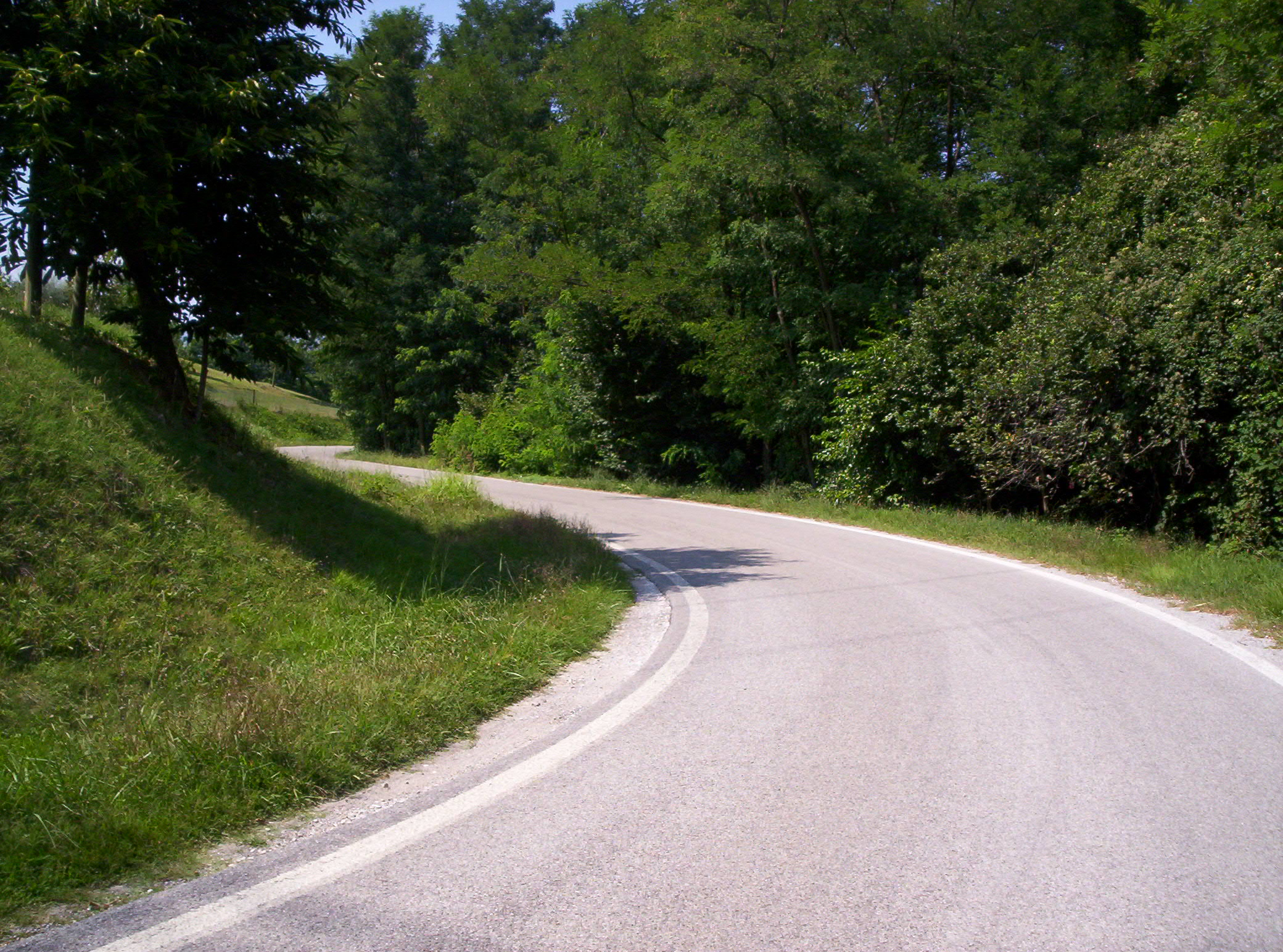
Presa.
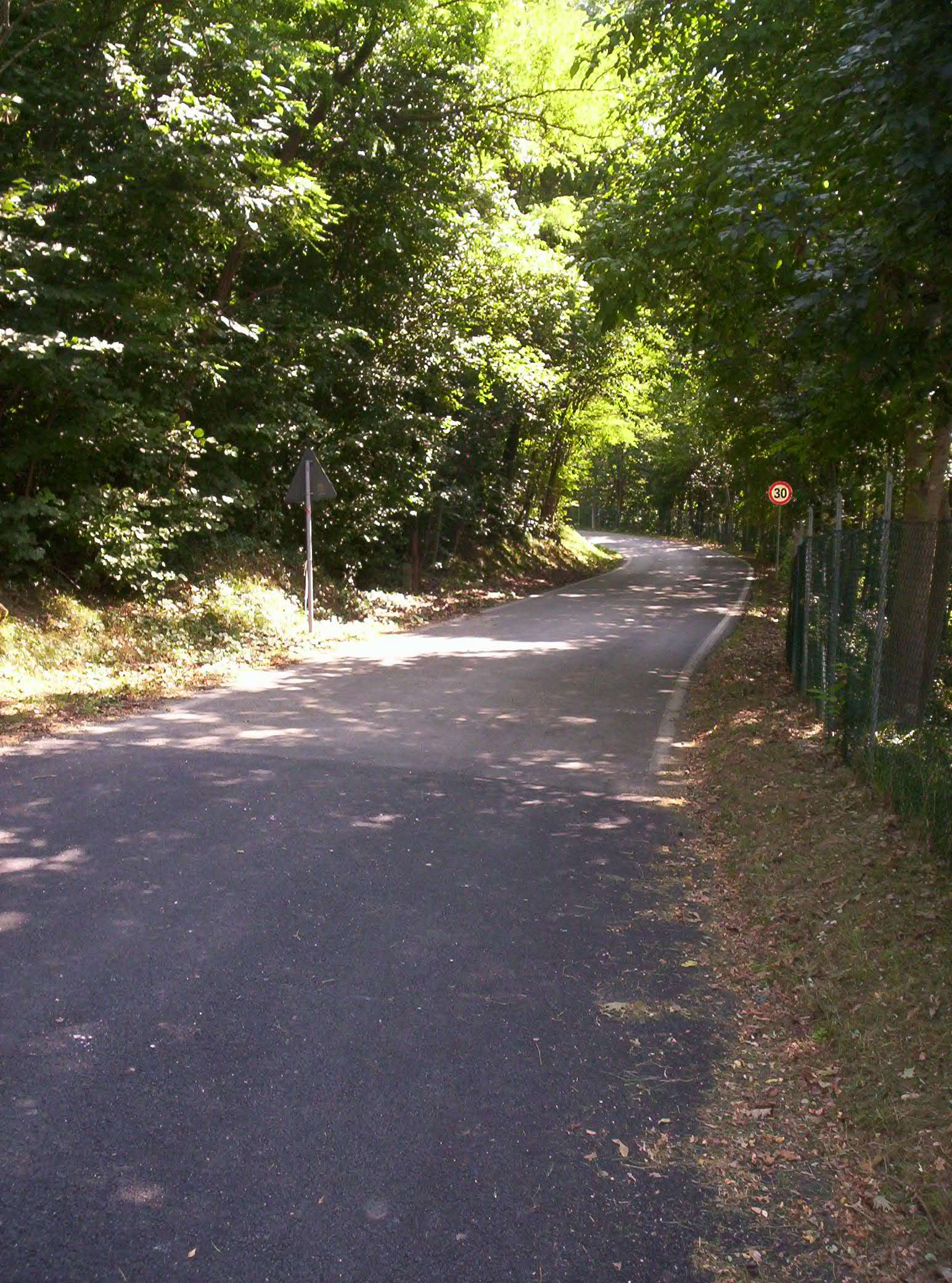
Presa VII.

| Presa | Nome                      | Lunghezza (Nord + Sud) |
| ----- | ------------------------- | ---------------------- |
| I     | via Francesco Baracca     | 2,2 km (1,0 + 1,2)     |
| II    | via Guido Alessi          | 2,8 km (1,8 + 1,0)     |
| III   | via Umberto Sacco         | 4,2 km (2,2 + 2,0)     |
| IV    | via Luigi Lama            | 5,5 km (3,0 + 2,5)     |
| V     | via del Solstizio         | 6,3 km (3,3 + 3,0)     |
| VI    | via Annibale Caretta      | 6,0 km (3,5 + 2,5)     |
| VII   | via Antonio Gorini        | 6,3 km (3,3 + 3,0)     |
| VIII  | via Eligio Porcu          | 6,0 km (3,0 + 3,0)     |
| IX    | via Giuseppe Mancino      | 6,2 km (3,0 + 3,2)     |
| X     | via Cesare Battisti       | 6,2 km (3,0 + 3,2)     |
| XI    | via Sernaglia             | 5,7 km (2,5 + 3,2)     |
| XII   | via San Martino           | 6,1 km (3,0 + 3,1)     |
| XIII  | via del Fante             | 6,2 km (3,0 + 3,2)     |
| XIV   | via della Vittoria        | 5,5 km (2,5 + 3,0)     |
| XV    | via delle Medaglie d'Oro  | 5,4 km (2,4 + 3,0)     |
| XVI   | via gen. Giuseppe Vaccari | 5,0 km (2,5 + 2,5)     |
| XVII  | via Ivo Lollini           | 5,5 km (2,5 + 3,0)     |
| XVIII | via gen. Vittorio Fiorone | 4,9 km (2,4 + 2,5)     |
| XIX   | via Brigata Campania      | 4,2 km (2,0 + 2,2)     |
| XX    | via Emilio Bongioanni     | 4,0 km (2,0 + 2,0)     |
| XXI   | via Asclepia Gandolfo     | 2,0 km (1,0 + 1,0)     |

- Presa I.
- Presa II.
- Presa III.
- Presa IV.
- Presa V.
- Presa VI.
- Presa VII.

## Histoire et lieux d'intérêt

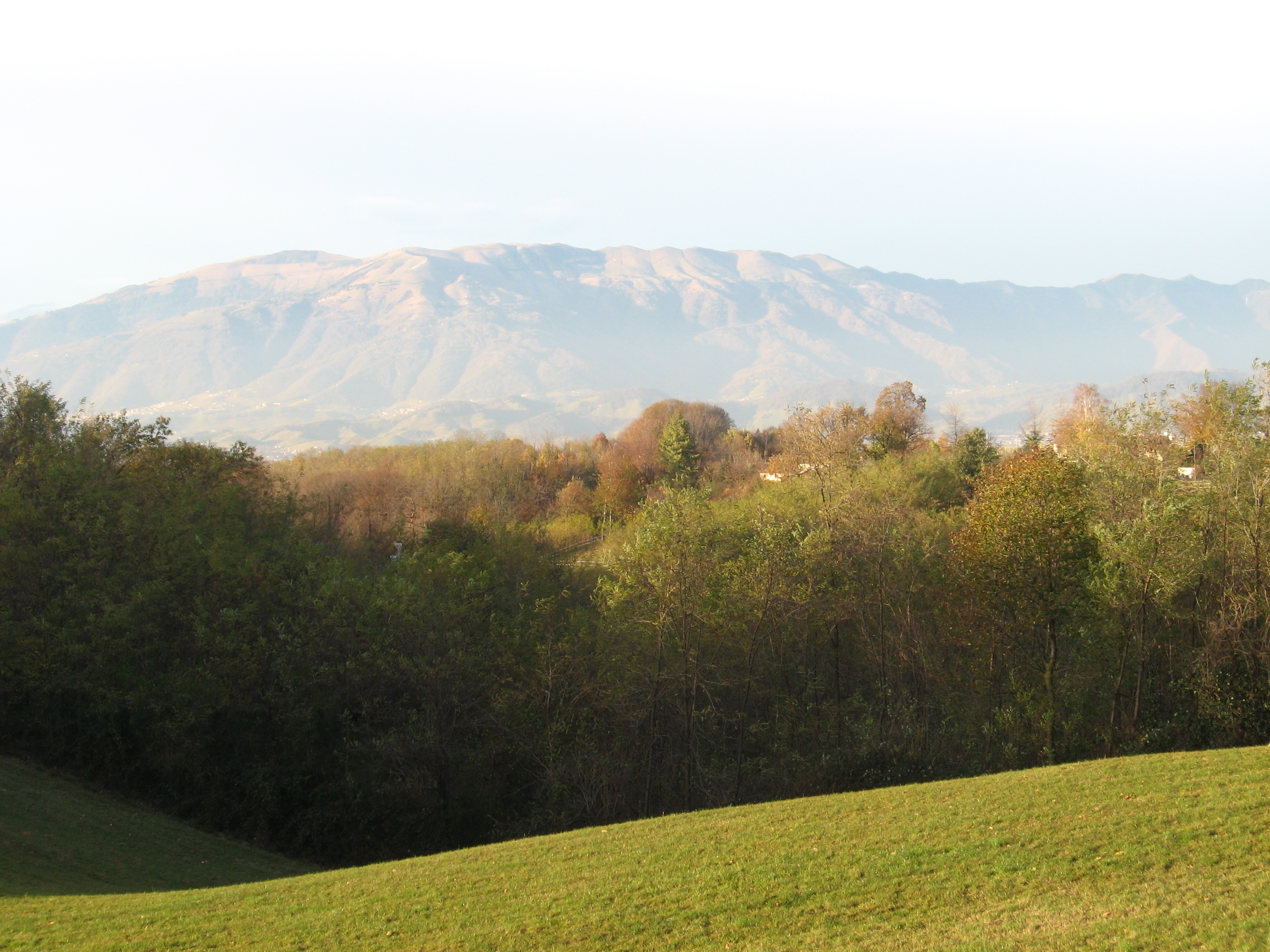
Paysage du Montello vers le massif de Cesen.

Les forêts du Montello ont été intensément protégées et exploitées par la République de Venise pour approvisionner l'Arsenal, et pour les pieux sur lesquels repose toute la ville. Actuellement, une grande partie du Montello est encore couverte de bois, interrompue par des pâturages, des vignes et des villas privées (la colline est également un lieu de villégiature prisé, et quelques centaines de personnes y vivent en permanence).
Après la route de Caporetto, le Montello a été touchée par les durs combats de la Première Guerre mondiale, car elle était située au centre du front de la Piave. C'était l'objectif principal de l'offensive autrichienne du 15 juin 1918 ; la 8e armée italienne commandée par le général Giuseppe Pennella parvient cependant à contenir la percée puis à repousser l'ennemi au-delà de la Piave.En témoignent les différents monuments militaires, les toponymes et surtout le mémorial de Montello, à proximité duquel s'est écrasé l'avion de Francesco Baracca.
Pour son isolement et son calme, le bois du Montello a été choisi dans le passé comme lieu de retraite spirituelle. C'est le cas de la Chartreuse et de l'Abbaye de Sant'Eustachio.

### Chartreuse de San Girolamo

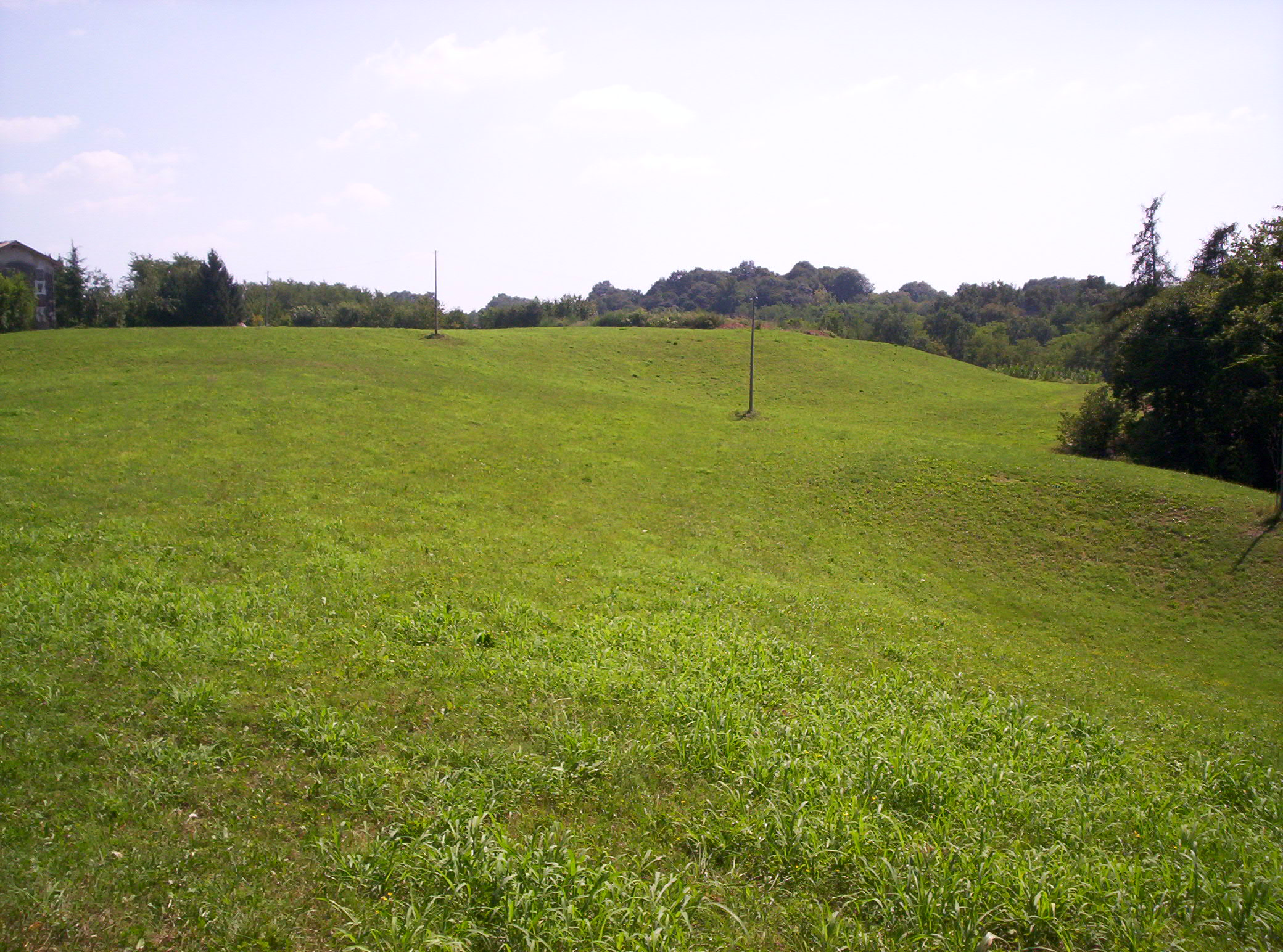
Zone où se trouvait autrefois la Chartreuse de San Girolamo.

C'était d'abord un ermitage très modeste obtenu de la grotte karstique appelée San Girolamo près de la Valle delle Tre Fonti, à l'endroit où, en fait, jaillissaient trois sources (il y en a encore une). L'ermite Giovanni di Fassa trouva place dans la cavité vers le XIVe siècle et l'adapta à ses propres besoins, par exemple en creusant les niches encore visibles aujourd'hui. Quelques années plus tard, grâce aux donations des Collalto et des nobili et institutions vénitiennes, un véritable monastère y fut construit qui prospéra jusqu'aux répressions napoléoniennes. De celui-ci, utilisé comme carrière pour puiser des matériaux de réemploi, il ne reste presque rien. En 1863, le cimetière fut également démantelé et les restes des frères ont été transférés à la paroisse de Giavera del Montello.

### Abbaye de Sant'Eustache

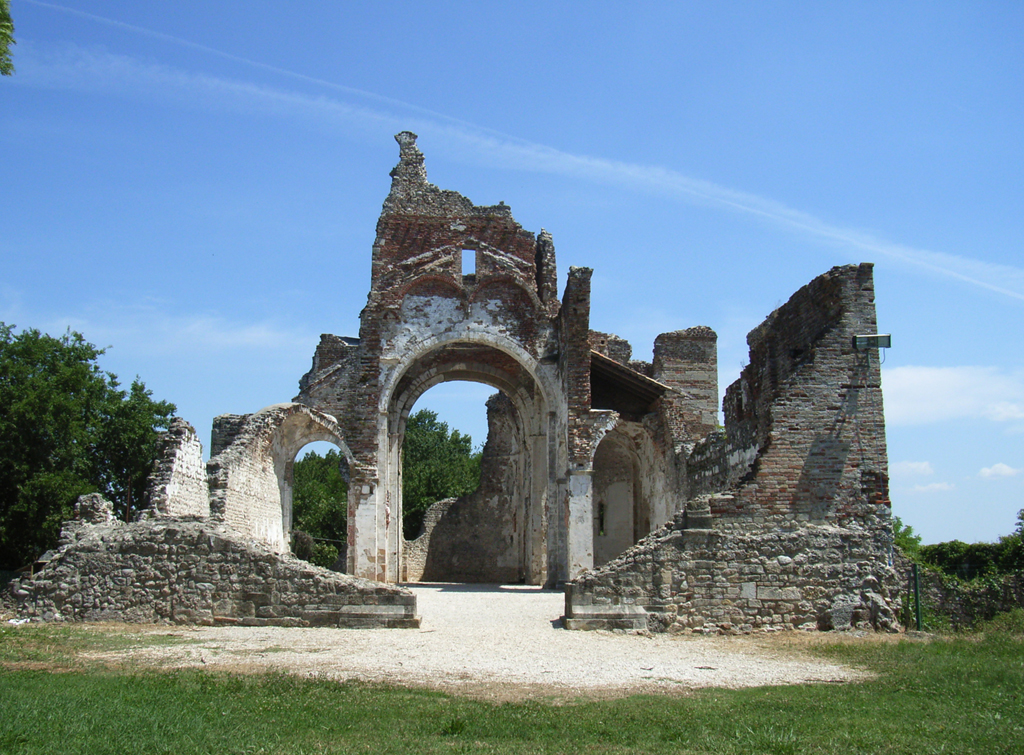
Ruines de l'abbaye de Sant'Eustachio

Ce fut un important complexe bénédictin, encore rendu puissant par les donations du Collalto et destination de pèlerinages et de retraites d'hommes illustres : le plus connu fut Giovanni Della Casa, auteur du célèbre Galateo. Ses richesses, cependant, lui attirèrent plusieurs fois pillage et destruction. Au XVIe siècle, à l'heure de la lutte entre l'Église et les institutions politiques, le monastère fut réduit à une Prepositura (le prévôt conserve encore le titre d'abbé). Ayant survécu à la politique napoléonienne, Sant'Eustachio traversa alors une grave période de crise qui culmina avec la suppression de 1865. Le bâtiment, dans lequel des messes continuaient d'être célébrées pour la population locale, fut quasiment rasé par les obus d'artillerie pendant la Grande Guerre. Les ruines, qui forment un ensemble évocateur, ont été récemment restaurées et sont accessibles par un sentier facile qui monte depuis l'église paroissiale de Nervesa della Battaglia. 